# (523671) 2013 FZ27
(523671) 2013 FZ27, écrit également 2013 FZ27, est un objet transneptunien. Sa découverte, le 16 mars 2013, fut annoncée le 2 avril 2014. 
(523671) 2013 FZ27 passera au périhélie autour de 2092,, à une distance de 37,4 ua. En 2014, il est à 49 ua du Soleil et a une magnitude apparente de 21,1.
Avec des observations remontant au 20 février 2001, il possède en novembre 2021 un arc d'observation d'un peu plus de 20 ans. Il est passé à l'opposition fin février 2014.
Le sednoïde 2012 VP113 et l'objet épars 2013 FY27 ont été découverts par le même programme que (523671) 2013 FZ27, et annoncés quelques jours plus tôt.

## Calcul du diamètre
Il a une magnitude absolue (H) de 4,3. En supposant un albédo de 0,15, il ferait environ 500 km de diamètre, ce qui en fait un candidat au statut de planète naine.
En supposant un albédo différent, le diamètre calculé varira.
- 320 km[8]
- 640 km[9],[3],[7]